# Florian Roller
Florian Roller, né le 16 novembre 1992, est un rameur allemand.

## Palmarès

### Championnats du monde
| Discipline | Amsterdam 2014 Pays-Bas | Aiguebelette 2015 France |
| ---------- | ----------------------- | ------------------------ |
| Huit, pl   |                         | Or                       |

### Championnats d'Europe
| Discipline | Belgrade 2014 Serbie | Poznań 2015 Pologne |
| ---------- | -------------------- | ------------------- |
| Huit, pl   |                      |                     |